# William Pepperell Montague
William Pepperell Montague (1873-1953) fue un filósofo de la escuela del nuevo realismo. Hizo hincapié en la diferencia entre sus pares como filosóficas de los adherentes ya sea "objetiva" y "realismo crítico".
Montague fue profesor de filosofía en la Universidad de California en Berkeley entre 1899 y 1903, y en la Universidad de Columbia desde 1903 a 1947. Fue presidente de la división oriental de la "Asociación Filosófica Americana" en los años 1923-1924.

## Frases célebres
- «Una de las reglas de la ciencia es que una cosa físicamente indescubrible es algo que no existe físicamente.»

- «De acuerdo con la nueva física, lo que no se puede medir no existe físicamente.»

- «No puedo terminar esta exposición sin hacer cierta confesión, aunque carece de importancia, excepto para mí mismo: No creo que el postulado fundamental de la relatividad sea cierto; no creo que ningún rayo de luz o cualquiera otra cosa que se mueva con la velocidad finita y constante pueda pasar a cuerpos que se mueven en direcciones distintas con la misma velocidad relativa.»

- «La relatividad, que ha tenido tal éxito, nos proporciona un mundo espectral de simples símbolos métricos, cuya verdades son truismos que piden a gritos que se los complemente con una realidad más rica que ellos.»

- «El viejo Epicuro afirmaba que a veces los átomos se desviaban de manera imprevista de sus trayectorias fijadas mecánicamente, proporcionando así la base del libre albedrío humano; muchas generaciones de filósofos se han reído, con aire de superioridad, de esa inocentada, pero tal vez ahora han cambiado radicalmente las cosas y les ha llegado su día, pues en las ondas de Schröedinger, que ahora ocupan los diminutos espacios que hace tan poco tiempo llenaban los átomos de Bohr, la “desviación” ha vuelto, dispuesta a vengarse, y, en lugar de la ley, reina la casualidad.»

- «Se dice que la filosofía de otros tiempos anteriores no cocía pan, aunque nos dio a Dios, la Libertad y la Independencia; en cambio la filosofía de nuestros días tiene más cosas en común con las panaderías que con los templos, pues se funda en la ciencia materialista de ayer.»

- «Como resultado de todo ello, la filosofía se ha convertido durante los últimos años en definitivamente introvertida, y su antiguo y saludable interés por la cosmología se ha visto suplantado por una afición morbosa a sus propios procesos y en una curiosidad de anticuario para con su propio pasado.»

- «Siempre hay alguna oportunidad, por escasa que sea, de que los comentarios y críticas de los legos en estos temas puedan encerrar algo de validez y de verdad.»

- «La luz es, para Einstein, el absoluto nuevo y único de un mundo donde todo lo demás es relativo.»

- «Tenemos ahora las hordas de conductivistas, pragmatistas, freudianos y marxistas que, repudiando al reino de Dios, actúan movidos por una fe ardiente, según la cual puede llegar a realizarse en la Tierra la felicidad que nunca hubo en el Cielo.»

- «Tal como Sir William Bragg ha expresado, tan acertadamente, nos vemos en la necesidad de enseñar la teoría clásica de la luz los lunes, miércoles y viernes, y la teoría de los cuantos los martes, jueves y sábados. Una u otra teoría podría ser verdadera, pero las dos no pueden serlo. Tal situación es tan vidriosa que ni los más extremados positivistas o empiristas podrían aceptarla sin lucha posterior, pues quien tenga en sus venas una sola gota de la sangre roja de la razón habrá de pedir satisfacción de modo que se le explique qué es lo que realmente hace que se produzcan esos conjuntos de manifestaciones aparentemente incompatibles»

## Obras
- El Nuevo Realismo: Cooperativa de Estudios en Filosofía y Letras, (1912)
- Las formas de conocimiento o los métodos de la Filosofía (1925)
- Sin creencias, una religión para prometeico el Mundo Moderno (1930)
- WP Montague y Adams GP, eds. Filosofía Contemporánea de América: Las declaraciones personales (1930). Dos volúmenes.
- Sobrevivir a las posibilidades de muerte (1934)
- Los Caminos de las cosas: una filosofía de conocimiento, la naturaleza y el valor (1940)
- Grandes Visiones de la filosofía (1950)